# Домовој Батлер
Домовој Батлер (Domovoi Butler), најчешће зван само Батлер, је лик из књига о Артемису Фаулу писца Овена Колфера. Батлер је Артемисов телохранитељ од рођења, високо обучен и лојалан, који му је постао нека врста оца/брата. Батлер је убијен у трећој књизи, али га помоћу магије оживи Холи Шорт. Ипак, у том процесу, будући да је тело исцрпило много енергије на оживљавање, Батлер стари десетак година и присиљен је да преда чување Артемиса сестри Џулијет. Поред старења, будући да је у рани било неколико влакана панцира које су се током лечења реплицирале, Батлер тешко дише, али има груди отпорне на мање метке и једну усправну црвену линију јер је метак прошао кроз слово I на панциру FBI-а. Ипак, остаје и даље подршка Артемису.
Батлерови су вековима служили Фаулове. Неколико лингвиста сматра да је тако и настала реч батлер.